# Автошлях Т 1722
Автошля́х Т-17-22 вилучений з територіальних шляхів та переведений в обласні. Теперь має індекс  "О1704057"— автомобільний шлях територіального значення у Полтавській області. Проходив територією Гребінківського та Оржицького районів, а тепер Лубенського району з  Гребінку — до Оржицю. Загальна довжина — 35,3 км.

## Маршрут
Автошлях проходить через такі населені пункти:
| Автошлях Т 1722      |              |
| Полтавська область   |              |
| Гребінківський район |              |
| Гребінка             | Т 1701Т 2410 |
| Корніївка            |              |
| Горби                |              |
| Рудка                |              |
| Оржицький район      |              |
| Тимки                |              |
| Загребелля           |              |
| Савинці              |              |
| Денисівка            |              |
| Золотухи             |              |
| Маяківка             |              |
| Оржиця               | Т 1709Т 2417 |